# Kolomenskoje

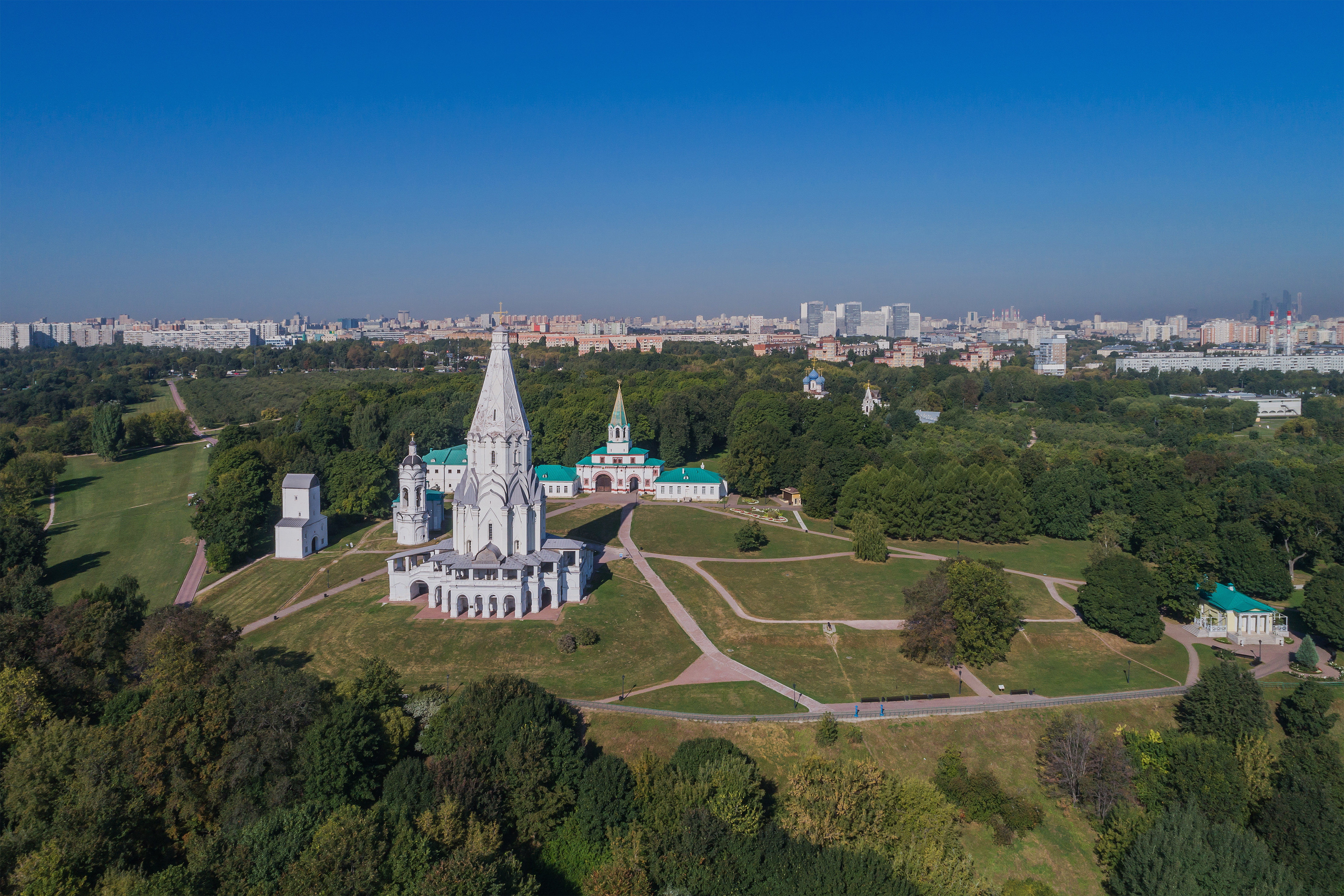
Luftaufnahme von Kolomenskoje mit der Himmelfahrtskirche

Kolomenskoje (russisch Коло́менское) ist eine alte Zarenresidenz südöstlich der Moskauer Innenstadt, die in den früheren Jahrhunderten auf dem damals wichtigen Weg nach Kolomna lag. Die malerische Umgebung am Moskwa-Fluss wurde 1960 in das Stadtgebiet aufgenommen.

## Christi-Himmelfahrts-Kirche
Das Dorf Kolomenskoje wurde erstmals im Testament des Moskauer Großfürsten Iwan Kalita im Jahr 1336 erwähnt. Im Lauf der Zeit entwickelte sich das Dorf zu einem beliebten Landsitz der Moskauer Herrscher. Das älteste erhaltene Bauwerk ist die einzigartige Christi-Himmelfahrts-Kirche (1532) aus weißem Stein, die der langersehnten Geburt des Thronfolgers, des späteren Zaren Iwans des Schrecklichen, gedenken sollte. Als erste Steinkirche zeltartiger Form kennzeichnete die „Weiße Säule“ einen gewagten Bruch mit der in Russland bis dahin vorherrschenden byzantinischen Architekturtradition.
Die Kirche basiert auf einem niedrigen kreuzförmigen Erdgeschoss (Podklet; russ. подклет), dann folgt ein verlängerter Tschetwerik (russ. четверик = oktogonaler Körper) und dann ein oktogonales Zeltdach, gekrönt durch eine kleine Haube. Die schmalen Pilaster auf den Seiten des Tschetwerik, die pfeilförmigen Fensterrahmen der drei Reihen der Kokoschniki, der ausgeglichene Rhythmus der Treppenarkaden und der offenen Galerien unterstreichen die dynamische Tendenz dieses Meisterwerks der russischen Architektur. Es wird angenommen, dass der vertikale Aufbau des Bauwerks und sein weltweit erstes steinernes zeltförmiges Dach von den hölzernen Kirchen des russischen Nordens übernommen worden sind. Unter Berücksichtigung ihrer einzigartigen Bedeutung entschied die UNESCO im Jahr 1994, die Kirche auf die Liste des Weltkulturerbes zu setzen.

## Der große Palast und andere Bauwerke
Auf der anderen Seite der Schlucht von Kolomenskoje steht die Kirche Johannes des Täufers, die ca. auf das Jahr 1547 datiert ist. Der genaue Zeitpunkt ihrer Fertigstellung ist nicht bekannt. Es gibt Meinungen, dass ihre Erbauer italienische Baumeister waren, andere schreiben die Autorenschaft dem Postnik Jakowlew zu, dem Erbauer der Basilius-Kathedrale auf dem Roten Platz. Was auch immer der Wahrheit entspricht, wird die Kirche allgemein als ein Zwischenschritt zwischen der Auferstehungskirche und der Basilius-Kathedrale mit den zwiebelförmigen Kuppeln verstanden.

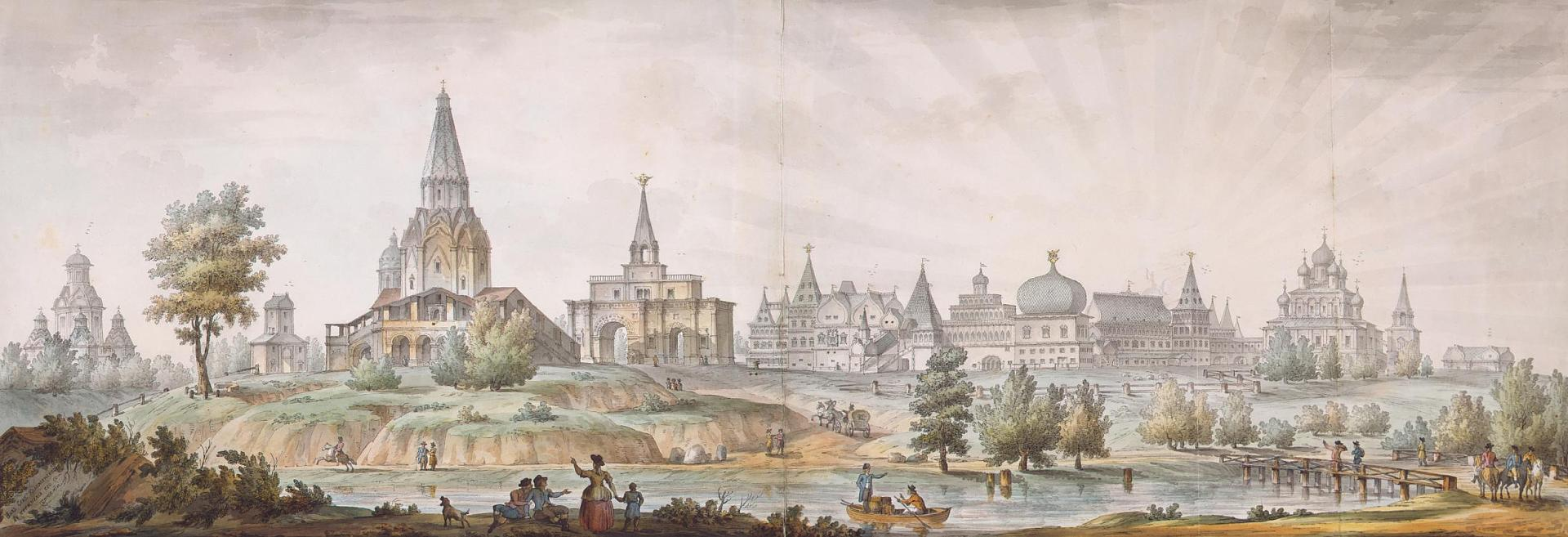
Panorama von Kolomenskoje. Aquarell von Giacomo Quarenghi, 18. Jahrhundert

Der Zar Alexei I. hatte alle vorhergehenden hölzernen Strukturen in Kolomenskoje demolieren lassen und ersetzte sie mit einem neuen großen hölzernen Palast, der für seine phantasievollen, märchenartigen Dächer berühmt ist. Ausländer beschrieben das sehr große Labyrinth der vielen Flure und 250 Räume, die alle ohne einen einzigen Nagel, Haken oder eine Säge zu verwenden, errichtet wurden, als das „achte Weltwunder“. Die künftige Kaiserin Elisabeth Petrowna wurde in diesem Palast 1709 geboren. Nach dem Umzug des Hofes nach Sankt Petersburg verfiel der Palast zunehmend und auch Katharina die Große lehnte es ab, ihren Wohnsitz in Moskau zu nehmen. In ihrem Auftrag wurde der Palast 1768 abgerissen. Bis zum Jahr 2010 hat die Moskauer Regierung den Palast nach alten Plänen rekonstruieren lassen.
Zu den Überbleibseln des Palastkomplexes zählt die fünffach-gewölbte Kasanskaja-Kirche (1662) sowie das steinerne und das hölzerne Einfahrtstor. Während der sowjetischen Zeit wurden alte hölzerne Gebäude des russischen Nordens und Sibiriens nach Kolomenskoje transportiert und ein Freilichtmuseum eingerichtet. Viele der darin enthaltenen Bauwerke gehen auf das 17. Jahrhundert zurück.

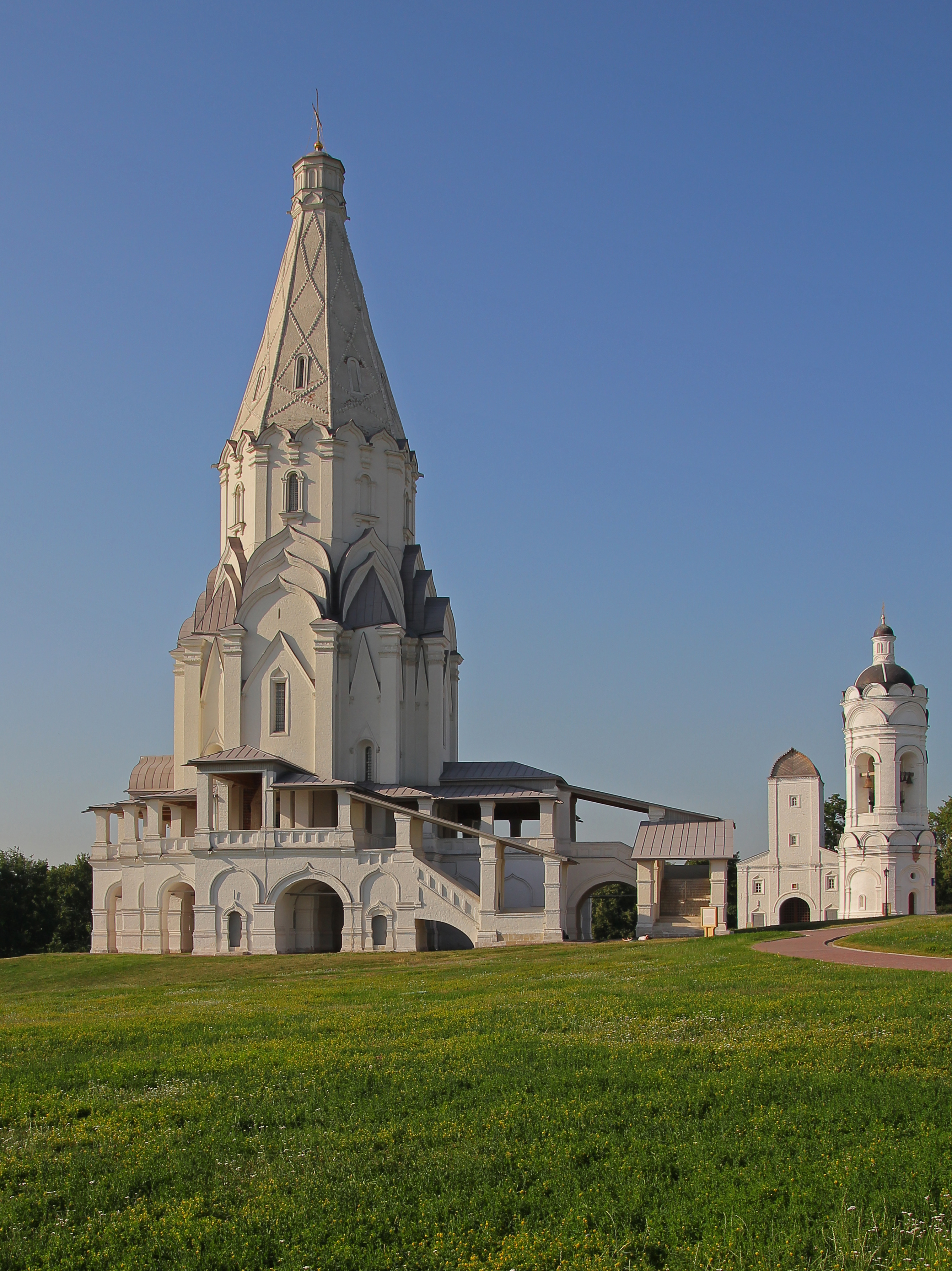
Die Christi-Himmelfahrts-Kirche von Kolomenskoje
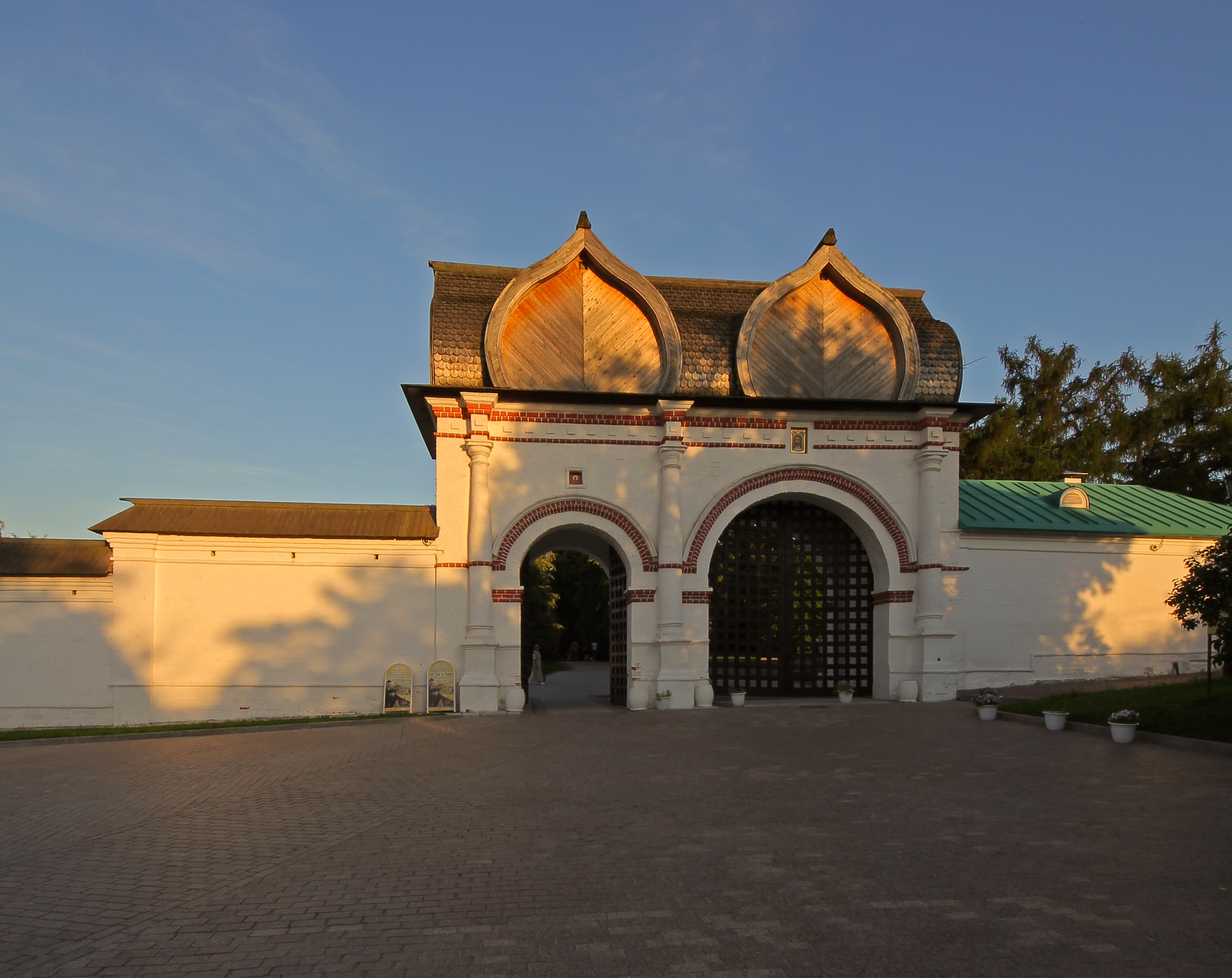
Steintor des Palastes
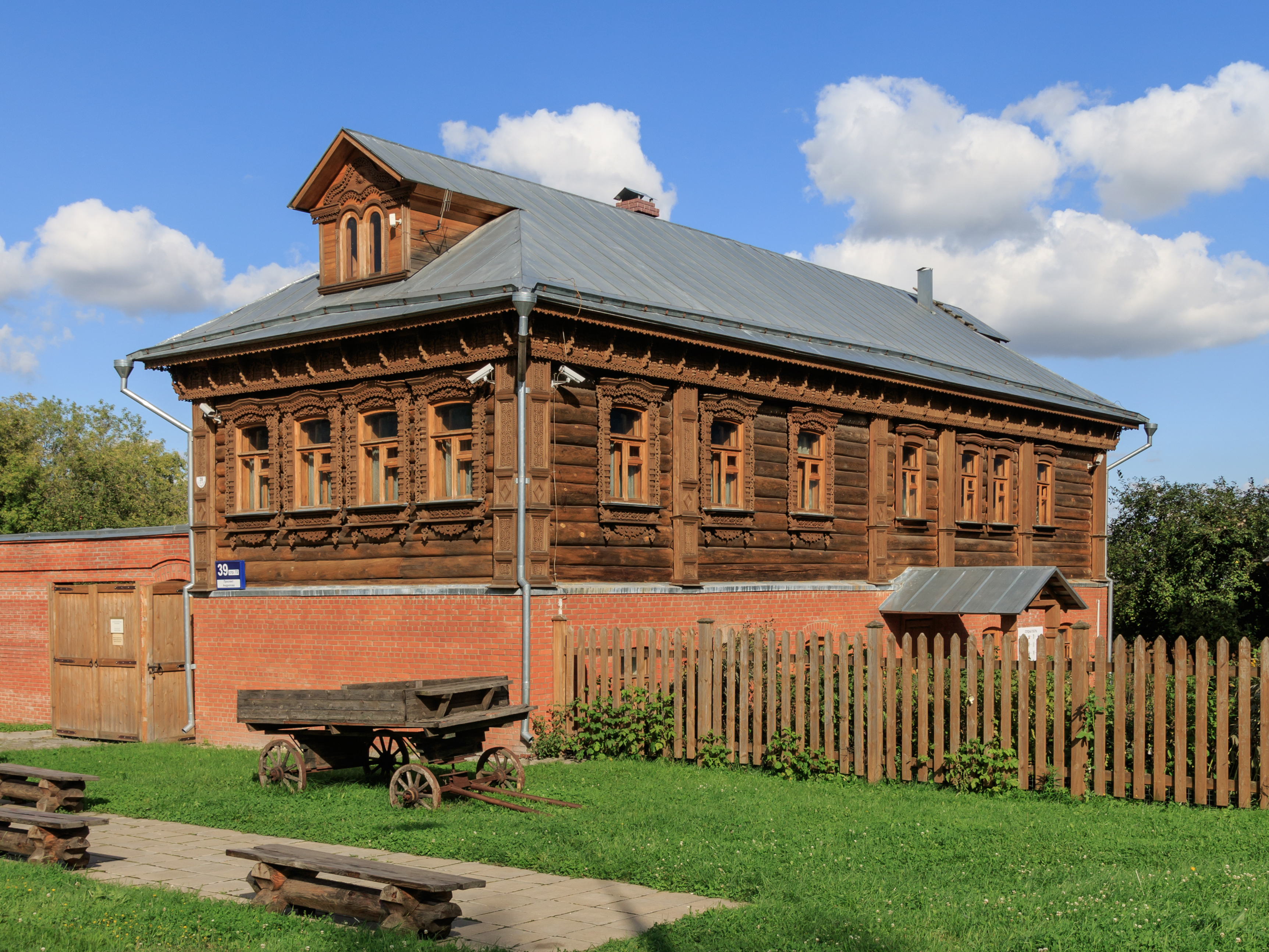
Bauernhof
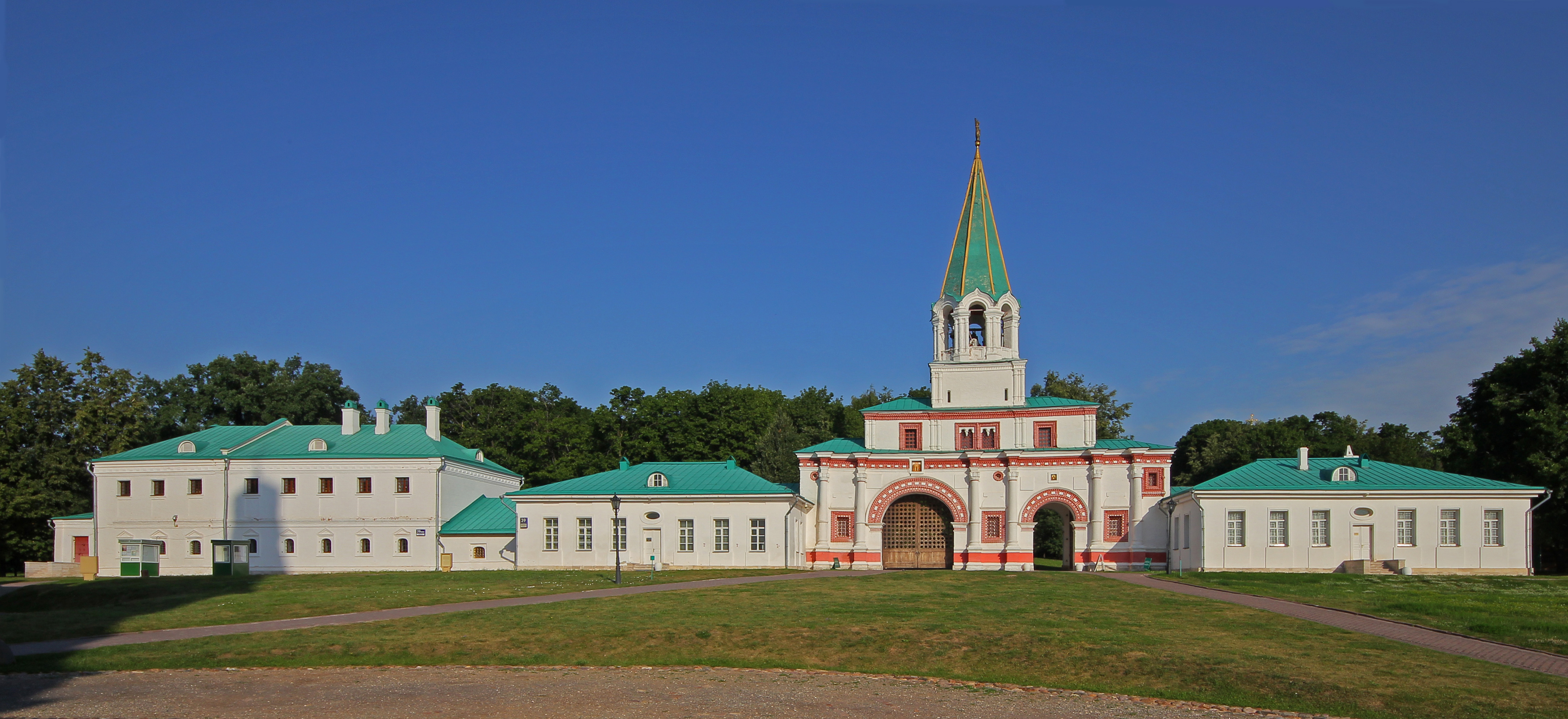
Vordertor
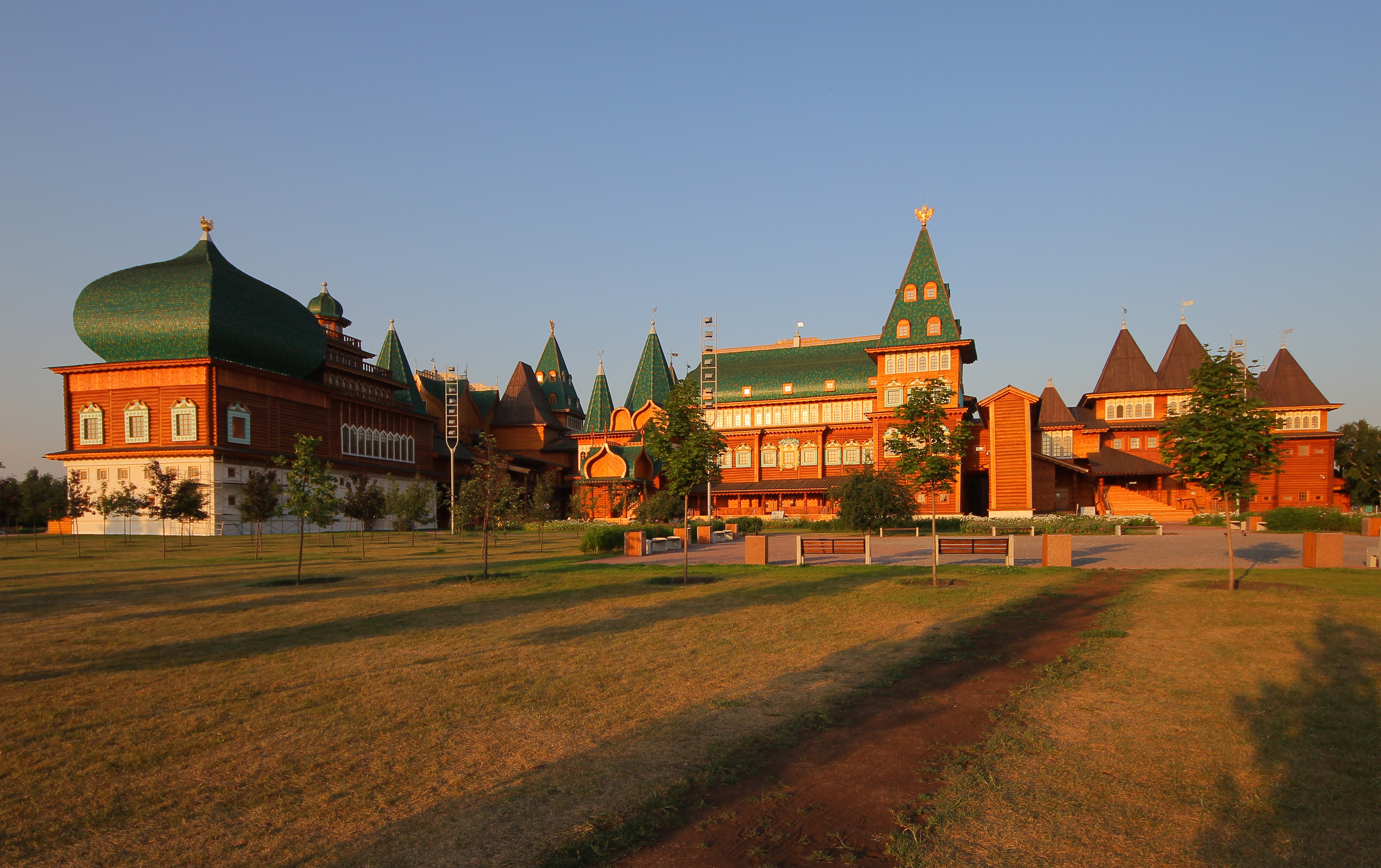
Der rekonstruierte Holzpalast, 2011
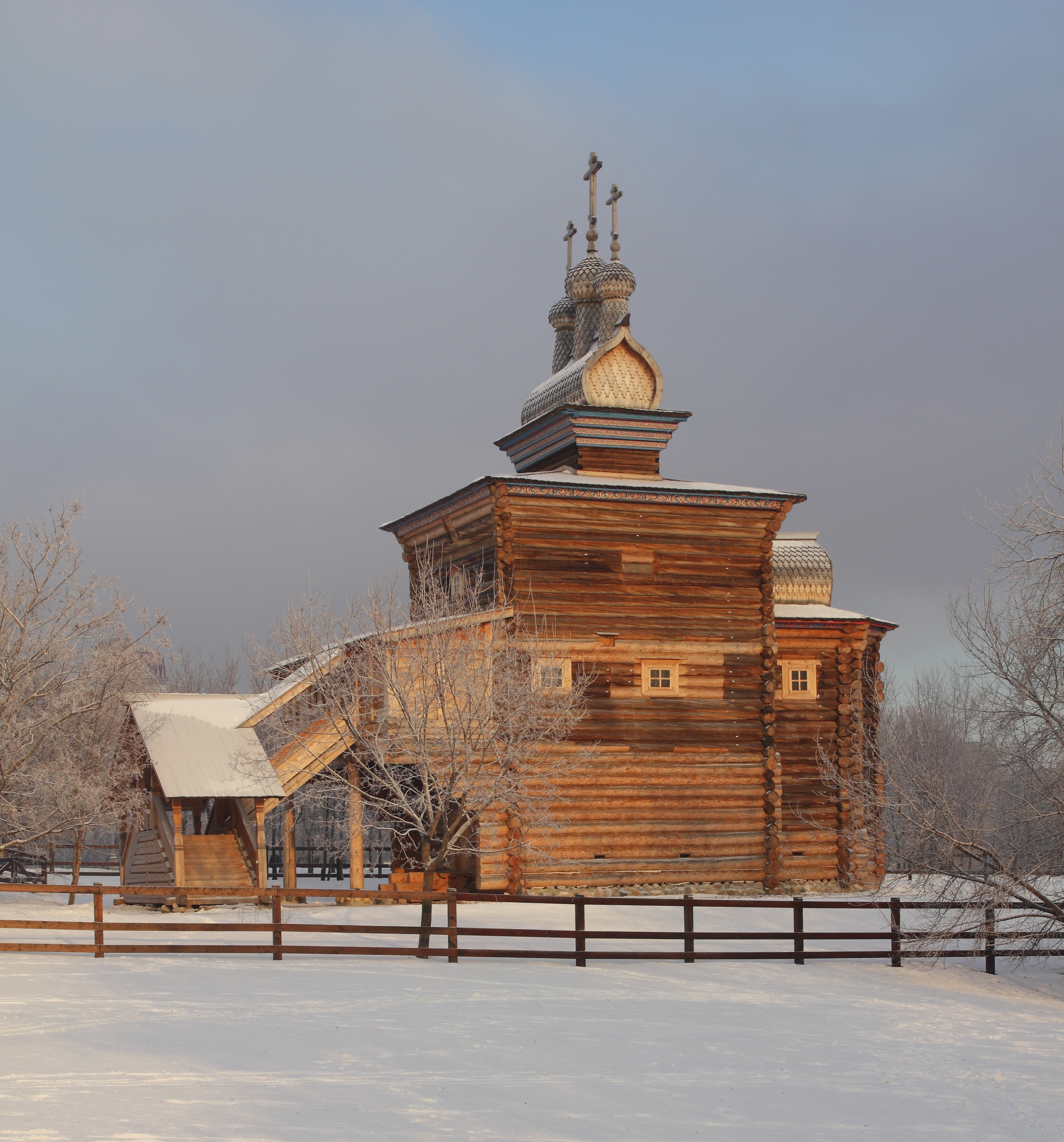
Holzkirche St. Georg
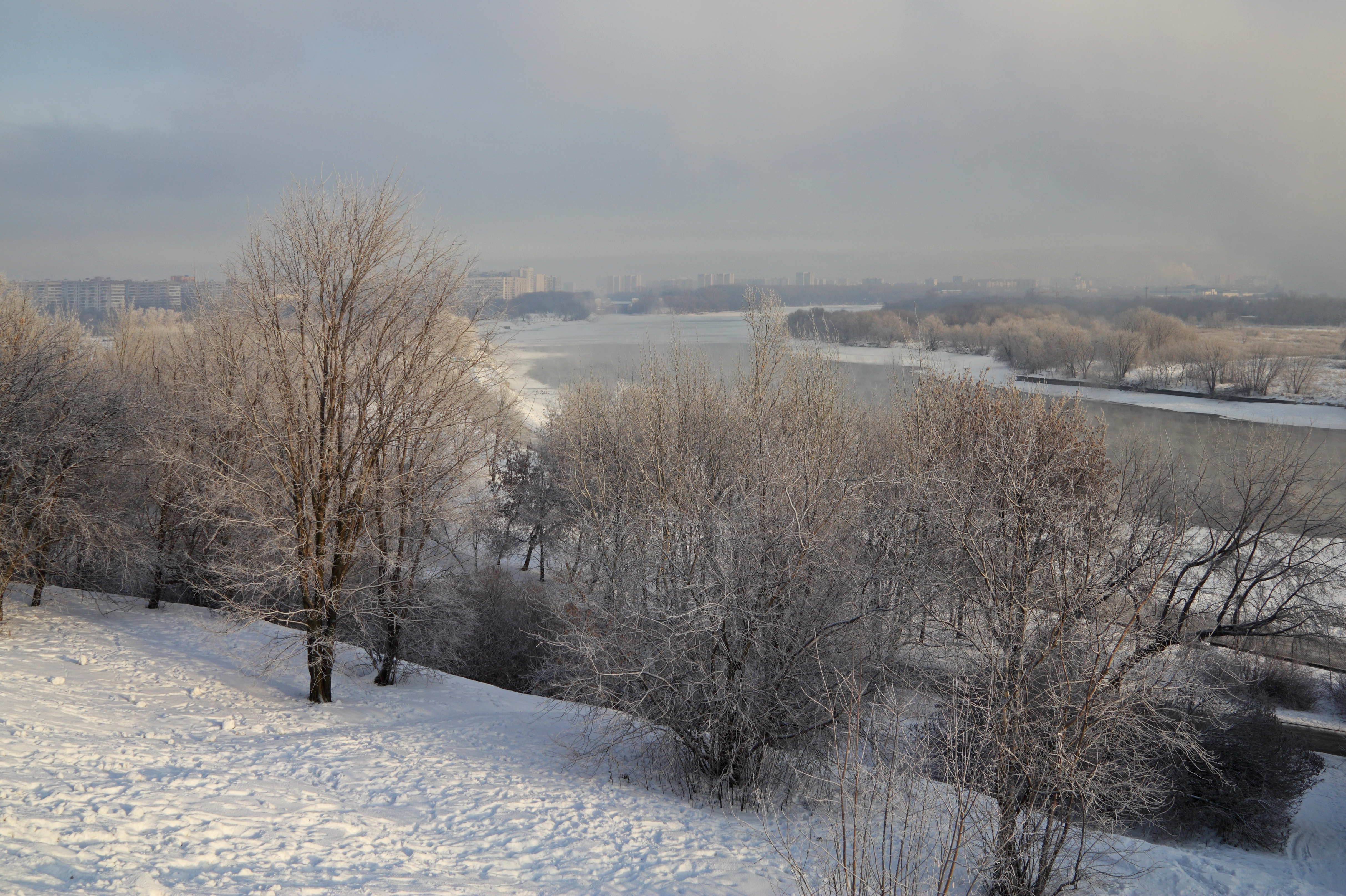
Die Moskwa in Kolomenskoje